# 金拏炅
金拏炅（： Kim Na Kyoung；2002年10月13日—），藝名拏炅(ㄋㄚˊㄐㄩㄥˇ)（： NaKyoung），是韩国流行音乐女歌手，现为女子团体tripleS的成员之一。

## 早年生活
金拏炅出生於韓國蔚山廣域市中區，本名為金準瑞（김준서）。是知名獨立音樂人BIBI的妹妹。在青少年時期改名為現在的名字，並開始參加K-pop經紀公司的試鏡。2018年，拏炅進入P-NATION當練習生，並與夏妍和慧潾一同訓練。2019年2月9日，出現在姐姐BIBI參加的的選秀節目《THE FAN》總決賽的賽前專訪。

## 演藝經歷
2022年5月轉到Modhaus，8月19日，金拏炅匿名出現在《SIGNAL少女電送》第80集。雖然她的身份保密，但她透露自己的姐姐是一位知名的獨立音樂人，而她將成為tripleS的最新成員。8月22日，她作為tripleS的第七位成員正式公開。10月28日，金拏炅隨TripleS小分隊Acid Angel from Asia發行了首張迷你專輯《ACCESS》，其中收錄了包括主打曲《Generation》在內的六首歌曲。
2023年2月13日，與tripleS的其他九名成員一同推出了迷你專輯《ASSEMBLE》，收錄了包括主打曲《Rising》在內的七首歌曲。4月19日，與金采嬿擔任KBO聯盟三星獅對戰培證英雄比賽的開球嘉賓。4月29日，TripleS官方宣布金拏炅加入小分隊Evolution。10月11日，她隨小分隊Evolution發表了迷你專輯《⟡》，主打曲為《Invincible》，這首歌頌揚了即使面臨考驗和逆境，依然像鑽石般堅韌不拔的精神。12月7日，她參與的TripleS團體綜藝節目《Strong Girl：徽章戰爭》在YouTube頻道首播。
2024年2月3日，金拏炅隨tripleS在韓國首爾舉辦了名為“Authentic”的演唱會，演出持續兩天。5月8日，隨組合發行了錄音室專輯《ASSEMBLE24》，其中包含了主打曲《Girls Never Die》在內的十首歌曲，這首歌展現了少女們在困境中仍不屈不撓的意志。5月24日，她參與拍攝的tripleS團體綜藝節目《Strong Girl：徽章戰爭2》於YouTube首播。